# ويليام هوارد (لاعب كرة سلة)
ويليام هوارد (بالفرنسية: William Howard)‏ (25 أكتوبر 1993 في فرنسا - ) هو لاعب كرة سلة فرنسي في مركز هجوم صغير الجسم. لعب مع HTV Basket ‏.

## وصلات خارجية
- ويليام هوارد على موقع الاتحاد الدولي لكرة السلة (الإنجليزية)
- ويليام هوارد على موقع الدوري الأوروبي لكرة السلة (الإنجليزية)
- ويليام هوارد على موقع إن بي أي (الإنجليزية)
- ويليام هوارد على موقع سبورتس رفرنس (الإنجليزية)
- ويليام هوارد على موقع كرة السلة الأوروبية.كوم (الإنجليزية)
- ويليام هوارد على موقع DraftExpress.com (الإنجليزية)
- ويليام هوارد على موقع ريلجم (الإنجليزية)
- ويليام هوارد على موقع بروبوليرز (الإنجليزية)
- ويليام هوارد على موقع سبورتس رفرنس (الإنجليزية)
- ويليام هوارد على موقع سبورتس رفرنس (الإنجليزية)